# Josh Wald
Josh Wald (New York, 31 gennaio 1979) è un modello statunitense, e skater professionista, è salito alla ribalta nel 2005 dopo aver postato per la rivista gay Out, diventando in breve tempo un modello di fama mondiale, ha lavorato con Gap, Rocco Barocco, Salvatore Ferragamo, Dolce e Gabbana, Armani e Versace, è anche un produttore musicale e fondatore della WALD Productions e ha creato un album intitolato "Mama's Boy Goes Digital".

## Agenzie
- Wilhelmina Models - New York
- Bananas - Parigi
- Models 1 Agency - Londra
- Why Not Model Agency - Milano